# La fuerza del destino (álbum)
La fuerza del destino es el quinto álbum de estudio de la cantante Fey publicado el 5 de noviembre de 2004 bajo el sello EMI Music y fue producido por el español Carlos Jean. La edición del disco se hizo en España en un corto periodo planeado para el regreso de Fey.
La fuerza del destino fue vendido como un tributo a la desaparecida banda española Mecano. Fey se confesó fan del grupo y declaró que los seguía desde su adolescencia. A pesar del bajo rendimiento de su anterior disco el cual contiene sonidos electrónicos, Fey continuó con este estilo musical incluyendo en este material cortes electrónicos y acústicos, pero para volver hacer contacto con el público latino fusionó estos géneros con el pop.
Con La fuerza del destino Fey reingresa al mercado musical. Paulatinamente recuperó terreno, pero no con la misma fuerza que tenía en los años 1990. Este disco logró ingresar a la lista de los Billboard, así como algunos tops musicales en Latinoamérica. También tuvo distribución en España al igual que la circulación de un EP en Japón. Su primer sencillo homónimo al álbum empieza a posicionarse en los tops de radios centroamericanas. Su segundo sencillo "Barco a Venus" alcanzó el top en México y al mismo tiempo se volvió uno en canciones más tocadas por DJ's en Estados Unidos y México. Fey viajó a España a promocionar su álbum, lanzando su único sencillo exclusivo para este país "Aire". De regreso y después de algunos meses se estrena hasta entonces el último sencillo "Me cuesta tanto olvidarte" que la devuelve a los principales posiciones en rankings de México. Para 2006, Televisa convence a Fey de lanzar la canción "Un año más" como sencillo para promocionar el álbum Navidad con amigos. A pesar de ser un bonus track, se estrenó como sencillo y se usó su pista para comerciales navideños del Las Estrellas.
La fuerza del destino solamente tuvo promoción en México y en uno que otro país. A pesar de ello, Fey sorprendió a su disquera en vender el doble de lo que se estimó. En México a tan solo dos semanas de haberse lanzado al mercado alcanzó disco de platino por sus altas ventas. EMI también distribuyó el disco en Chile y Argentina, aunque con baja recepción. Fey visitó Chile para el Festival de Viña del Mar de 2005. Este disco también le valió una nominación al Grammy Latino del 2005, como mejor álbum pop femenino.

## Lista de canciones
| La fuerza del destino |                             |                     |          |  |
| N.º                   | Título                      | Escritor(es)        | Duración |  |
| 1.                    | «Mujer contra mujer»        | José María Cano     | 4:07     |  |
| 2.                    | «Aire»                      | J. M. Cano          | 4:27     |  |
| 3.                    | «Barco a Venus»             | Ignacio Cano        | 3:28     |  |
| 4.                    | «Hoy no me puedo levantar»  | J. M. Cano, I. Cano | 4:22     |  |
| 5.                    | «Me colé en una fiesta»     | I. Cano             | 3:47     |  |
| 6.                    | «Cruz de navajas»           | J. M. Cano          | 4:26     |  |
| 7.                    | «Un año más»                | I. Cano             | 4:08     |  |
| 8.                    | «La fuerza del destino»     | I. Cano             | 4:56     |  |
| 9.                    | «¡Ay qué pesado!»           | I. Cano             | 4:25     |  |
| 10.                   | «Los amantes»               | I. Cano             | 3:07     |  |
| 11.                   | «Me cuesta tanto olvidarte» | J. M. Cano          | 3:05     |  |
| 12.                   | «Busco algo barato»         | I. Cano             | 3:32     |  |

## Sencillos
- "La fuerza del destino"
- "Barco a Venus"
- "Me cuesta tanto olvidarte"
- "Aire" (Salió solo en España)
- "Un año más" (Sonó en televisión en Navidades 2006, esta canción se incluía en el álbum como bonustrack)

## Videos
- "La fuerza del destino". Dirigido por Oliver Castro
- "Barco a Venus". Dirigido por Esteban Madrazo y Jorge Abarca
- "Me cuesta tanto olvidarte". Dirigido por Esteban Madrazo y Jorge Abarca
- "Un año más" (Grabado durante la promoción de Faltan lunas, para un Especial Navideño producido por Televisa)

### Ventas y certificaciones
| País              | Certificaciones | Ventas  |
| ----------------- | --------------- | ------- |
| México (AMPROFON) | Platino         | 100 000 |